# 루벤 카노
루벤 안드레스 카노 마르티네스(스페인어: Rubén Andrés Cano Martínez, 1951년 2월 5일, 산 라파엘 ~)는 스페인의 전직 축구 선수로, 현역 시절 스트라이커로 활약했다.
그는 8년 동안 두 구단 소속으로 228번의 라 리가 경기에 출전해 93골을 넣었는데, 이 중 대부분은 아틀레티코 마드리드에서 세운 기록이었다.
카노는 스페인 국가대표팀 일원으로 1978년 월드컵에 참가했다.

## 클럽 경력
아르헨티나 산 라파엘의 스페인계 가정에서 자란 카노는 부에노스 아이레스 연고의 아틀란타에서 축구를 시작해 4년을 활동했다. 1974년, 그는 조상의 모국으로 건너가 엘체에 합류해 1974년 9월 14일에 1-0으로 승리한 아틀레티코 마드리드와의 라 리가 안방 경기에서 신고식을 치렀고, 1년차를 32경기 출전 6골로 마무리했는데, 발렌시아 연고의 구단은 리그를 8위로 마감했다.
1976년 여름, 카노는 아틀레티코 마드리드로 이적하여 1년차에 19골을 기록해 전체 득점 5위에 이름을 올렸고, 매트리스 제작자들은 바르셀로나를 승점 1점차로 제치고 리그 우승을 거두었다. 그는 이후 2년동안 도합 40번의 경기에 더 출전했고, 또다른 아르헨티나 출신 루벤 아얄라와 위협적인 공격진을 이루었다.
1981-82 시즌에 12경기 출전 1골에 그친 32세의 카노는 아틀레티코 마드리드를 떠나 3부 리그의 테네리페로 둥지를 옮겼고, 카나리아 제도 연고 구단은 1년차에 승격에 성공하여 2년 더 2부 리그에 머물렀다. 그는 36세에 또다른 마드리드의 2부 리그 구단 라요 바예카노에서 축구화를 벗었다.

## 국가대표팀 경력
카노는 국제 무대에서 스페인 국가대표팀을 대표하기로 선택하였고, 이후 2년 동안 12번의 경기에 [[출장 (스포츠)|출전했다. 그의 첫 국가대표팀 경기는 0-1로 부쿠레슈티에서 패한 루마니아와의 1977년 4월 16일 1978년 월드컵 예선전 경기였다. 그는 같은 무대에서 유고슬라비아와의 11월 30일 베오그라드 원정 경기에 출전해 1-0 결승골을 넣었고, 예선전을 조 1위로 마감했다.
아르헨티나에서 열린 대회 본선에 이름을 올린 카노는 1-2로 패한 오스트리아 축구 국가대표팀|오스트리아]]와의 경기에 출전했고, 대회 결과는 조별 리그 탈락이었다.

## 수상
아틀레티코 마드리드
- 라 리가: 1976–77

## 같이 보기
- 해외 출신 스페인 축구 국가대표팀 선수 목록